# Monti Parioli
I Monti Parioli sorgono nell'area nord di Roma, sul lato sinistro del Tevere, nel territorio del II Municipio, per un'altezza massima di 98 m, su cui nel corso del XX secolo è stato costruito il quartiere residenziale dei Parioli.
Sono un complesso di tre alture (il Monticello al centro, monte San Valentino verso la via Flaminia e monte San Filippo intorno a piazza delle Muse) che a nord si allungano verso Villa Glori e monte Antenne, e a sud verso il Pincio.

## Origine del nome
Il nome probabilmente deriva dal latino paries, che significa "parete", con riferimento al ripido sperone roccioso del monte San Valentino soprastante via Flaminia. 

## Parchi
- Villa Balestra
- Villa Borghese
- Villa Glori

## Collegamenti
|  | È raggiungibile dalle stazioni: Piazza Euclide e Acqua Acetosa (Roma). |